# Осіння кров
«Осіння кров» — драматичний фільм з елементами трилера, в якому головну роль виконала Софі Лоу.

## Сюжет
На віддаленій фермі, в мальовничому місці,  живуть осиротілі брат із сестрою. Їхні батьки трагічно загинули та вони вирішили не розголошувати це, а тихенько ведуть своє господарство. Їхнє життя змінюється, коли вони відчувають жорстокість навколишнього світу: дівчину ґвалтують. 
Місцевий клерк наводить на ферму слідчу, якій розповідає, що останній раз мати забирала гроші на сім'ю у поганому вигляді і з того часу приходить тільки дівчина. Соціальна працівниця приходить у будинок, але діти ховаються. Двоє ґвалтівників дізнаються про слідчу, приходять на ферму. Діти тікають від переслідування. Один із злочинців гине, згодом другого підстрелює Майор.

## У ролях
| Актор               | Персонаж             | Роль                    |
| ------------------- | -------------------- | ----------------------- |
| Софі Лоу            | Дівчина              | сестра, дівчина з ферми |
| Максиміліан Гарніш  | Хлопчик              | брат, хлопчик з ферми   |
| Самули Ваурамо      | Полювальник          | злочинець               |
| Густаф Скарсгорд    | Кат                  | злочинець               |
| Тім Мортен Аленброк | Друг                 | злочинець               |
| Анніка Беєд         | Соціальний працівник | слідча у справі дітей   |
| Петер Стормаре      | Майор                | вбивця батька дітей     |
| Джордж Ленц         | Клерк                | офісний працівник       |

## Створення фільму

### Виробництво
Зйомки стрічки проходили в Тіролі, Австрія.

### Знімальна група
- Кінорежисер — Маркус Бландер
- Сценаристи — Стівен Т. Бартон, Маркус Бландер, Гюнтер Алоїс
- Кінопродюсер — Маркус Бландер
- Композитор — Роберт Міллер
- Кінооператор — Рід Морано
- Кіномонтаж — Джо Ландауер
- Художник-постановник — Максіміліан Ланге
- Художник по костюмах — Мауріцио Джамбра[1].

## Сприйняття

### Критика
Фільм отримав негативні відгуки: Rotten Tomatoes дав оцінку 20% на основі 5 відгуків від критиків (середня оцінка 5/10) і 31% від пересічних глядачів (132 голоси). Загалом на сайті фільми має негативний рейтинг, фільму зарахований «гнилий помідор» від кінокритиків і «розсипаний попкорн» від глядачів, Internet Movie Database — 5,3/10 (1 441 голос), Metacritic — 41/100 (4 відгуки критиків)..

### Номінації та нагороди
На 17 церемонії нагородження Hollywood Film Awards стрічка отримала перемогу в номінації «Найкраща історія».